# Maria Salleras
Maria Salleras Juan (Palma de Mallorca, 1947 ) es una trabajadora social mallorquina. Participó en la lucha clandestina mallorquina contra el franquismo. Ha dirigido Càritas Diocesana en Mallorca, desde 1995 al 2001, y actualmente es representante al Consejo de Cooperación al Desarrollo de las Islas Baleares y trabajadora social de Inmigración y coordinadora de Parte Foránea. A pesar de su jubilación en el 2011, sigue colaborando como violuntaria con la organización Càritas.

## Reconocimientos
- 2008 recibió el premio Ramon Llull.[2]
- 2011 se le otorgó el Premio Olimpia por su labor incansable dedicada a las mujeres más pobres y solitarias.[3]